# Linky Boshoff
Delina Ann « Linky » Boshoff (née le 12 novembre 1956 à Queenstown) est une joueuse de tennis sud-africaine, professionnelle dans les années 1970.
Spécialiste de double, elle s'est imposée en 1976 à US Open aux côtés d'Ilana Kloss, avec qui elle a remporté la totalité de ses titres sur le circuit WTA.